# プラ板遊び
プラ板遊び（プラばんあそび）とは、プラスチック板に絵を描いてオーブントースターなどで加工・固定化する、1980年代から1990年代前半にかけて小学生の間で流行った遊び。

## 概説
スチロール樹脂（ポリスチレン）には熱塑性があり、延伸加工で作られるプラ板は再加熱によりもとの形に戻ろうとする性質がある。もともとは小学生対象の科学遊びの一種であり、塑性と弾性を理解させる遊びの一つであった。加工したものは面積が縮小し厚みが増すので、手作りアクセサリーとして活用できた。こうした遊びは「プラ板遊び」「プラ板によるアクセサリー作り」などと呼ばれたが正式な名称は存在せず、俗称としてさまざまな名称で定着した。本項では遊びの名称を「プラ板遊び」という名称で解説する。

### 遊び方
1. 透明プラスチック板（0.2-0.5 mm）に油性マジックで絵の輪郭を描く。
2. 油性マジックで色をつける。輪郭を消さないために裏から書くのが望ましい。
3. ハサミやカッターナイフなどで形を切り抜く。
4. オーブントースターの天板の上にアルミ箔を敷き、作成したプラ板を載せてフタを閉める。
5. 熱を加え、反応がなくなったらオーブントースターから取り出す。
6. 冷めないうちにすぐ平面の板や台の上に置いて、上から平らなものを使って軽く押さえれば完成。

プラ板は1990年代前半では一般的に売られており、人気商品の一つであった。人気が上がるにつれ専用キット（プラ板、マーカー、軍手、キーチェーンなどのセット）が登場した。専用商品が出るまでは模型店で販売されている模型用プラ板が用いられていた。できあがったプラ板は透明で硬く、厚さ1-2.5 mm程度になるが、平らな板にはなりにくい。
描かれる絵は人気漫画・アニメのキャラクターが主であった。作成したプラ板は友達同士で交換や自慢したり、学園祭などでのフリーマーケットの商品として売られた。凝ったものになると、穴を開けてキーホルダーとして吊すこともあった。1990年代後半にはその人気も衰退していった。とはいえ2009年3月現在でも専用キット（プラ板、マーカー、軍手、キーチェーンなどのセット）が販売されている。

## 補足
- 白色などのプラ板もあったが、できあがりがきれいな透明プラ板に人気が集まった。
- 自分で作成する場合、火傷の危険性があるため注意が必要である。
- インクジェットプリンタで印刷できるタイプの白と半透明のプラ板がエイブリィデニソンマクセル（株）より販売されていた。ただし、2006年9月に販売終了しており後継品はない。
- 現在、一部文具店と100円均一の店舗において、プラ板遊び用のセットが販売されている。小さな透明プラ板とキーチェーンなどをセットにした商品である。